# The Stag's Head
The Stag's Head er en pub, der ligger på hjørnet af Dame Court og Dame Lane i Dublin, Irland.
Historiske kilder beskriver en pub på stedet hvor Stag's Head ligger i dag allered ei 1770 (opført af Mr. Tyson) og i 1895, hvor der blev udført en større ombygning. Pubben er kendt for sin bevarede viktorianske interiør og den restaurerede mosaik på stien ved Dame Street et stykke for hoveddøren.
Navnet "Tyson" og Mr. Tysons initialer er brugt som dekoration på et gammelt ur og støbejernet på eksteriøret. Man mener, at Mr. Tyson har været med til at få etableret et permanent fortov i Dame Lane.
I stueetagen er der en udstoppet ræv og et stort hjortehoved hænger over baren.
Pubben er blevet brugt i flere film, heriblandt A Man of No Importance, med Albert Finney og Educating Rita med Michael Caine og Julie Walters. Tv-serien Penny Dreadful har også filmet både indendørs og uden for pubben i februar 2014.
I 2005 blev pubben solgt for €5,8 mio. til Louis Fitzgerald Group. Der er siden sket en række ændringer på stedet, hvoraf en af de største er indførelsen af et fjernsyn i barområdet.